# 꼬치미
《꼬치미》는 1987년 11월 30일부터 1988년 7월 1일까지 방송된 한국방송공사 2TV 일일연속사극이며 주인공 박만술을 통해 기존의 우리 윤리관을 재조명하고 동시에 그의 출생과 역사적 사실성을 미스테리적 수법으로 그려냄으로써 인간의 원초적인 사랑과 양심을 그렸다. 만술이 새 아내를 '아씨'라 부르며 양반 콤플렉스를 지니고 있는 인물로 설정된 것이 양반사회에 도전해보려는 의도와 부합되지 못해 구태의연한 시대극의 범주를 벗어나지 못했다는 지적을 샀다.
한편, 집필자 유열 작가는 <꼬치미>가 본인의 마지막 집필작이 됐고 지병인 후두암 때문에 1989년 5월 19일 별세했다.

## 등장 인물
- 최민수
- 강남길
- 강문영
- 이주경
- 백일섭
- 허진
- 김창숙
- 유동근
- 채시라
- 한은진
- 최길호
- 최정훈
- 강효실
- 이춘식
- 이일웅
- 온영삼
- 장학수
- 정복임
- 김상락
- 서우림
- 전원주
- 안해숙
- 노영국
- 박영목
- 이진숙
- 곽정희
- 이원종
- 김혜숙
- 장기용
- 차기환
- 최현기
- 김용일
- 안동석
- 송경희
- 이예자

## 방송 시간
| 방송 채널 | 방송 기간                          | 방송 시간                                   | 방송 분량 |
| --------- | ---------------------------------- | ------------------------------------------- | --------- |
| KBS 2TV   | 1987년 11월 30일 ~ 1988년 4월 29일 | 매주 월요일 ~ 금요일 밤 9시 30분 ~ 10시     | 30분      |
| KBS 2TV   | 1988년 5월 2일 ~ 1988년 7월 1일    | 매주 월요일 ~ 금요일 밤 9시 20분 ~ 9시 50분 | 30분      |

| 한국방송공사 2TV 일일연속사극              | 한국방송공사 2TV 일일연속사극              | 한국방송공사 2TV 일일연속사극                    |
| 이전 작품                                  | 작품명                                     | 다음 작품                                        |
| ------------------------------------------ | ------------------------------------------ | ------------------------------------------------ |
| 사모곡 (1987년 2월 2일 ~ 1987년 11월 27일) | 꼬치미 (1987년 11월 30일 ~ 1988년 7월 1일) | 하늘아 하늘아 (1988년 7월 4일 ~ 1989년 3월 28일) |

1. ↑  홍호표 (1987년 12월 7일). “KBS 새드라마 매끄럽지못한 초반 전개”. 동아일보. 2019년 2월 6일에 확인함.
2. ↑  유길촌 (2007년 7월 5일). “외유내강의 작가 유열”. 한국방송작가협회. 81면. 2019년 3월 10일에 확인함.[깨진 링크(과거 내용 찾기)]
3. ↑  “TV극작가 柳烈(유열)씨”. 경향신문. 1989년 5월 20일. 2019년 2월 6일에 확인함.